# Leucospis auripyga
Leucospis auripyga är en stekelart som beskrevs av Boucek 1974. Leucospis auripyga ingår i släktet Leucospis och familjen Leucospidae. Inga underarter finns listade i Catalogue of Life.